# Юг (батальон)
249-й отдельный специальный моторизованный батальон «Юг» — воинское формирование в составе 46-й отдельной бригады оперативного назначения Росгвардии, дислоцируется в Веденском районе Чеченской Республики. Считается одним из элитных подразделений в РФ. Сформирован 29 мая 2006 года во время второй чеченской войны, с тех пор принимал активное участие в проведении более 6960 различных контртеррористических операций на территории Северо-Кавказского федерального округа.
27 апреля 2007 года районе Шатоя (Чечня) произошла катастрофа вертолёта Ми-8, в котором находились 3 члена экипажа и 15 бойцов батальона. Все находившиеся на борту погибли. Существуют три версии катастрофы: техническая неисправность, ошибка пилотирования и обстрел боевиков.

## Боевое применение
C начала февраля 2022 года принимает участие во вторжении России на Украину.
В отношении командира батальона Хусейна Межидова, Служба безопасности Украины выдвинула обвинения в командовании, захватом, а также  удержании в заложниках почти 200 мирных жителей Гостомеля

## Командиры
- Лорсанкаев, Сайди Сайдусманович — командир батальона.[6][7]
- Межидов, Хусейн Халидович — бывший командир батальона[8].
- Магомадов, Анзор Абдулганиевич — бывший командир батальона[9].
- Муслим Ильясов — бывший командир батальона[10]